# فيصل الشوبكي
فيصل جبريل حسن الشوبكي (أبو فادي، وُلِدَ في 1952 - تُوفي في 25 يونيو 2020) هو ضابط مخابرات أردني، شغل منصب مدير دائرة المخابرات العامة الأردنية بين أكتوبر 2011 ومارس 2017. يُعد من القادة الأمنيين الذين تركوا بصمة مهمة خلال عقد حافل بالاضطرابات الإقليمية، لاسيما في ظل الأزمة السورية، وصعود تنظيم داعش، وامتداد تهديد الإرهاب إلى دول الجوار.

## النشأة والتعليم
اسمه الكامل فيصل جبريل حسن الطورة الشوبكي. يُقال أنه وُلِد في بلدة بيرزيت الفلسطينية عام 1952 وبعض المصادر تقول في محافظة جرش شمال الأردن. أمضى سنوات طفولته وشبابه في الشوبك، ثم درس في كلية الآداب في الجامعة الأردنية وتخرّج منها عام 1974، ثم حصل على دبلوم في الدراسات العليا عام 1975. التحق بعدها بالكلية العسكرية الملكية الأردنية حيث تخرّج برتبة ملازم، كان يُعرف عنه إتقانه للغات الإنجليزية والفرنسية. واصل دراسته المهنية من خلال دورات استخبارية متقدمة داخل الأردن وخارجه، بما في ذلك دورات في التحليل الأمني وإدارة العمليات، وحصل على شهادة في العلوم العسكرية.

## الحياة المهنية
التحق الشوبكي بدائرة المخابرات العامة بجهاز المخابرات العامة سنة 1976 برتبة ملازم ثم خدم في مختلف المواقع داخل جهاز المخابرات. خدم لأكثر من عقدين متنقلاً بين أقسام جمع المعلومات، ومكافحة الإرهاب، ومكافحة التجسس. في تسعينيات القرن الماضي، أصبح من الضباط البارزين في مكافحة التنظيمات المتطرفة. في أوائل الألفية، تولى إدارة العمليات الخارجية في المخابرات، رُقِي إلى رتبة لواء عام 2005 ليتجه للعمل الدبلوماسي. شغل منصب سفير الأردن لدى السنغال ثم سفيرًا في المغرب، ما منحه خبرة دولية مهمة في العلاقات الأمنية والسياسية.

### إدارة دائرة المخابرات العامة (2011–2017)
في خضم احتجاجات الربيع العربي، أصدر الملك عبد الله الثاني في 17 أكتوبر 2011 إرادة ملكية تقضي بتعيين فيصل الشوبكي مديرًا لدائرة المخابرات العامة، خلفًا لمحمد رثعان الرقاد. تميّزت ولايته باندلاع الحرب السورية وتدفق اللاجئين إلى الأردن، وصعود تنظيم داعش بعد 2013 وامتداد تهديداته الإقليمية، والعمل المكثف لتأمين الحدود الشمالية والشرقية ضد التسلل والخلايا الإرهابية، والتنسيق الاستخباراتي الإقليمي والدولي مع الولايات المتحدة، ودول الخليج، والدول الأوروبية. رفع الشوبكي كفاءة المخابرات من خلال تحسين البنية التحتية التقنية والتدريبية.
من أبرز العمليات التي أشرف عليها هي عملية إربد الأمنية (2016) التي انتهت بمقتل 7 عناصر من داعش، وإحباط مخطط لاستهداف مواقع مدنية وعسكرية، وإفشال محاولة تسلل خلية إرهابية من سوريا (2015) بالتنسيق مع القوات المسلحة، وتفكيك خلية إرهابية (2017) خططت لاستهداف مراكز تجارية وأمنية، وتم خلالها اعتقال 17 عنصرًا وضبط أسلحة ومتفجرات. داخليًا، لعب الشوبكي دورًا مهمًا في الحفاظ على الاستقرار الداخلي خلال مرحلة اقتصادية صعبة، مع الحرص على التوازن بين الحزم الأمني والحريات العامة. أشاد الملك عبد الله الثاني بأداء الجهاز تحت قيادته، وعيّنه بعد تقاعده مستشارًا للشؤون الأمنية لفترة قصيرة.
غادر الشوبكي موقعه بسمعة مهنية جيدة إذ اتسمت فترته بالهدوء، ولم يُسجل ضده أي قضية فساد أو استغلال نفوذ. رغم ذلك، تعرّض الجهاز في عهده لانتقادات بعد أحداث قلعة الكرك 2016 التي أدت إلى مقتل 11 شخصاً. ورغم سرعة السيطرة على الحدث، وُجهت ملاحظات حول ثغرات في الاستجابة الأولية، مما دفع إلى مراجعة الخطط الأمنية وتشكيل فريق أزمة مشترك بين الأجهزة الأمنية.

,تُجسّد الرسالة التي وجّهها جلالة الملك عبد الله الثاني إلى الشوبكي في 30 آذار عام 2017، عقب موافقة الملك على استقالته من منصب مدير دائرة المخابرات وتعيينه مستشارًا، جوهر تلك الظروف ومضامينها:
«فلقد تحملت أمانة المسؤولية في إدارة دائرة المخابرات العامة، التي عهدتها إليك منذ سنوات عديدة، كنت خلالها–وكما عرفناك دوما–جنديا وفيا مخلصا للوطن ومبادئه السامية، لا تتوانى عن أداء الواجب بكل تفان وثقة، وقد كنت، وفي ظل الظروف الصعبة التي يمر بها إقليمنا والتحديات التي يواجهها بلدنا الغالي، حريصا على النهوض بالواجب، بكل كفاءة واقتدار، ومثالا في العطاء والإيثار.»

## الأوسمة
- وسام النهضة من الدرجة الأولى، تقديرًا لإسهاماته المتميزة وخدماته الجليلة التي قدّمها للوطن في مختلف المناصب التي تولاها.[10]

## ما بعد الخدمة ووفاته
بعد استقالته في مارس 2017، عُيّن مستشاراً للملك، ثم بقي بعيدًا عن الحياة العامة، إلا أنه يُستشار أحيانًا في مجالس غير رسمية. ويُنظر إليه كأحد القادة الأمنيين الذين ساهموا في اجتياز الأردن لأخطر مراحل العقد الثاني من القرن الحادي والعشرين. كان المرحوم الشوبكي قد ادخل العناية المركزة في مستشفى عمان الجراحي، إذ توقف قلبه لفترة قصيرة جدا وحاول الكادر الطبي اسعافه بعد ان تم وضعه على الاجهزة لكن توفي في نهاية المطاف مساء الأربعاء الموافق 24 يونيو / حزيران 2020.